# Kapel van de Heuven

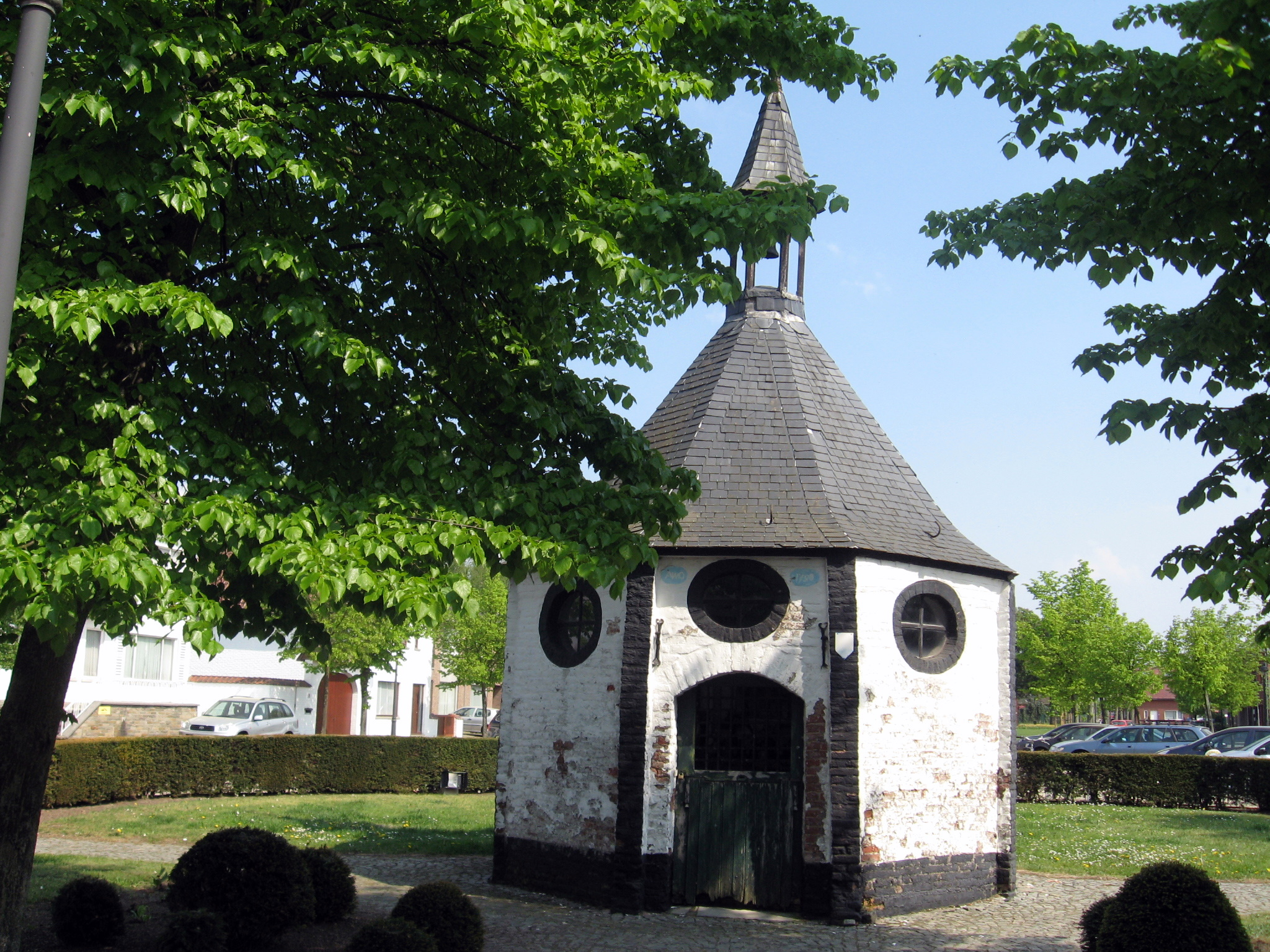
De Kapel van de Heuven, vooraanzicht

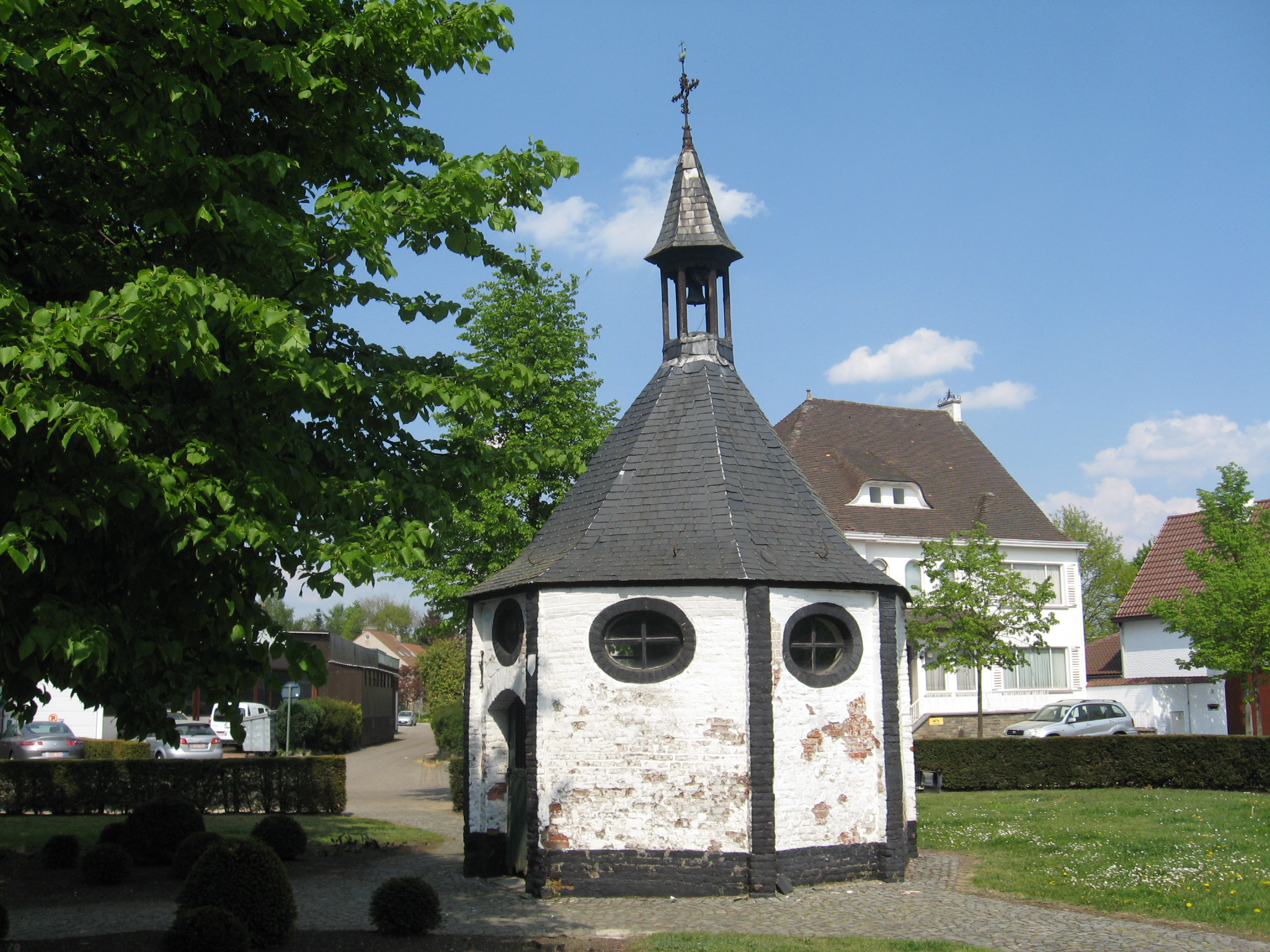
De Kapel van de Heuven, zijaanzicht

De Kapel van de Heuven is een 18e-eeuwse kapel in de Belgische gemeente Zonhoven. Het is een van de weinige achthoekige kapellen in de provincie Limburg (naast de Lourdeskapel in de Stationsstraat in Diepenbeek en de voormalige kapel - nu prieel (Bilzen)). De kapel, die toegewijd is aan Onze-Lieve-Vrouw, is beschermd als monument terwijl de omgeving ervan beschermd is als dorpsgezicht.

## Geschiedenis
Tijdens de bouw van de Sint-Quintinuskerk in de jaren 1785-1788 werd de niet meer gebruikte tiendenschuur van de abdij van Herkenrode, gelegen in het gehucht Heuven, ter beschikking gesteld door abdis Augustina van Hamme als noodkerk.
Nadat de nieuwe kerk was ingewijd, werd de tiendenschuur afgebroken. In 1790 werd een Mariakapel op de plaats van de schuur gebouwd als aandenken aan de godsdienstige vieringen die er plaatsvonden.
De Kapel van de Heuven is gebouwd in baksteen en is achthoekig van vorm. De zijden van de achthoek meten afwisselend 150 cm en 120 cm en zijn op de hoeken verstevigd door een pilaster van baksteen. De kapel heeft vijf ovale vensters met een vakverdeling in de vorm van een liggend kruis. De tekst ANNO 1790 werd op twee gevelstenen aan de voorzijde aangebracht. Op het tentdak staat een zeshoekige dakruiter waarin een klokje hangt. Op de dakruiter is een torenkruis aangebracht met daarbovenop een torenhaan die zelf nog een klein kruisje draagt.
De kapel werd gebruikt voor de Mariaverering en er werd de rozenkrans gebeden. Ze lag tevens op de weg van de processie op Beloken Pasen en de processies der Kruisdagen.
Tot in het midden van de jaren 1950 was de kapel omringd door hoge lindebomen. De bomen verdwenen en de weide achter de kapel werd deels omgevormd tot een plein met parkeerplaatsen voor auto's. Er waren op dat moment plannen om de kapel over te brengen naar het openluchtmuseum van het Provinciaal Domein Bokrijk dat in oprichting was. Na verzet van de buurtbewoners werd van het plan afgezien.
In 1975 werd het dak vernieuwd en in 1978 werd de kapel beschermd als monument wegens haar artistieke waarde. De omgeving ervan, gekend onder de naam Kapelhof werd omwille van haar socio-culturele waarde beschermd als dorpsgezicht.
Nadat in 1988 de omgeving van de kapel werd verfraaid, loopt er sinds 2008 een procedure om de kapel volledig te restaureren.
In 2013-2014 kreeg het kapelletje een grondige restauratie. De heropening van de kapel werd passend gevierd met een processie op zondag 27 april 2014, op Beloken Pasen. Dit was een verwijzing naar de processie die sinds 1737 vele jaren lang gehouden werd op Beloken Pasen.
Acht jaar later, op zondag 24 april 2022, vond er opnieuw een processie plaats. Het thema stond na de harde coronamaanden in teken van verbondenheid. Het begon met een feestelijk Lof in de Sint-Quintinuskerk. Vervolgens trok er een processie met 130 figuranten uit verschillende christelijke verenigingen richting de kapel. De festiviteiten eindigden met een volksfeest op de terreinen van de plaatselijke Chiro.

## Fotogalerij

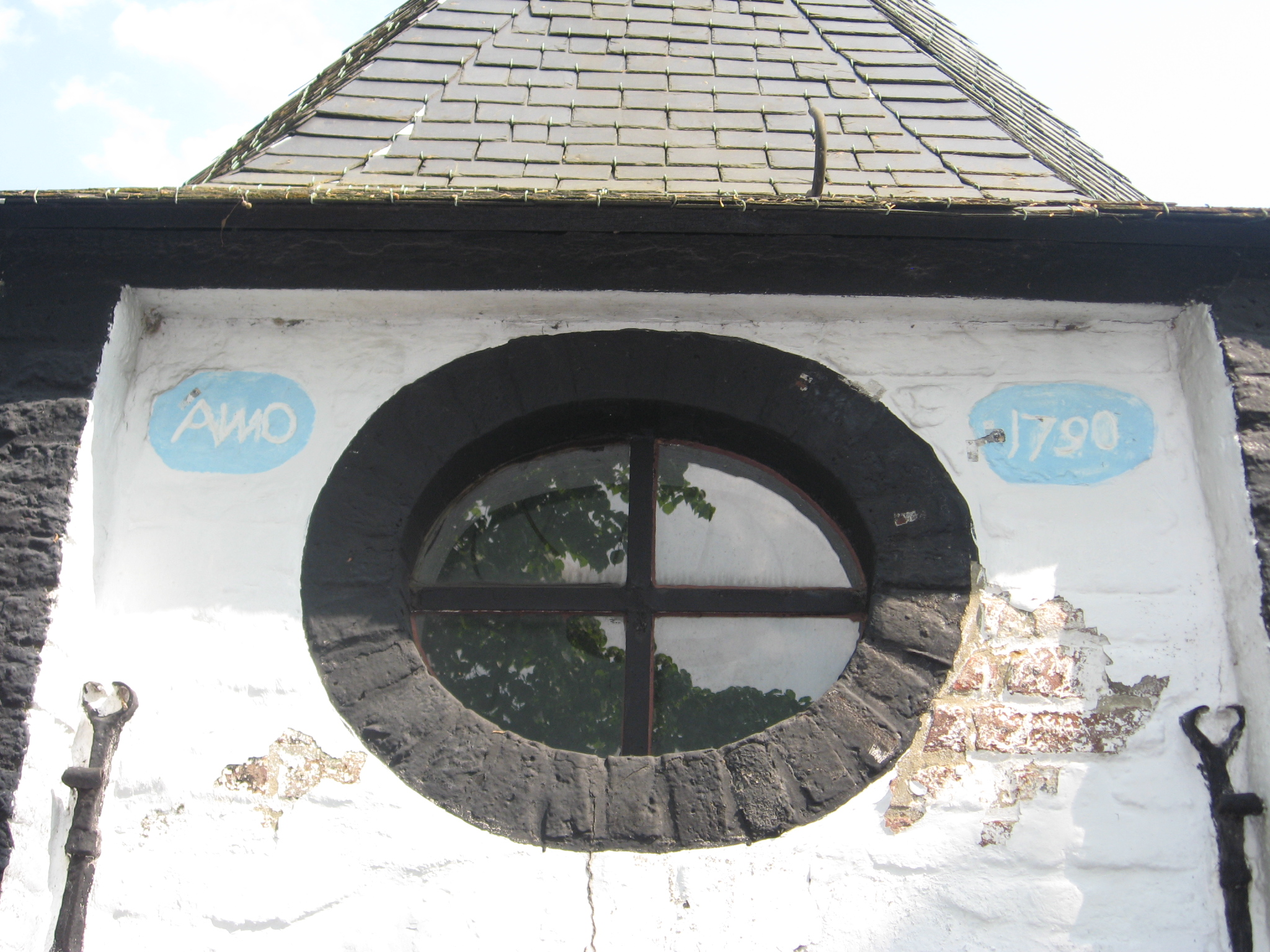
Detail van de voorzijde met bouwjaar